# Liste der Biografien/Mure
Liste der Biografien |
Portal Biografien |
Personensuche
# |
A |
B |
C |
D |
E |
F |
G |
H |
I |
J |
K |
L |
M |
N |
O |
P |
Q |
R |
S |
T |
U |
V |
W |
X |
Y |
Z |
?
 
Ma |
Mb |
Mc |
Md |
Me |
Mf |
Mg |
Mh |
Mi |
Mj |
Mk |
Ml |
Mm |
Mn |
Mo |
Mp |
Mq |
Mr |
Ms |
Mt |
Mu |
Mv |
Mw |
Mx |
My |
Mz
 
Mua |
Mub |
Muc |
Mud |
Mue |
Muf |
Mug |
Muh |
Mui |
Muj |
Muk |
Mul |
Mum |
Mun |
Muo |
Mup |
Muq |
Mur |
Mus |
Mut |
Muu |
Muv |
Muw |
Mux |
Muy |
Muz
 
Mura |
Murb |
Murc |
Murd |
Mure |
Murf |
Murg |
Murh |
Muri |
Murj |
Murk |
Murl |
Murm |
Murn |
Muro |
Murp |
Murr |
Murs |
Murt |
Muru |
Murv |
Murw |
Mury |
Murz
Die Liste der Biografien führt alle Personen auf, die in der deutschsprachigen Wikipedia einen Artikel haben. Dieses ist eine Teilliste mit 49 Einträgen von Personen, deren Namen mit den Buchstaben „Mure“ beginnt.

## Mure

### Mured
- Mureda, Raimund (1908–1985), italienischer Bildhauer
- Muredach († 590), Gründerbischof von Killala in Irland

### Murei
- Mureiko, Sergei (* 1970), sowjetischer, moldauischer und bulgarischer Ringer

### Murek
- Murekezi, Anastase (* 1952), ruandischer Politiker

### Murel
- Murell, Cynthia (* 1984), US-amerikanische Schauspielerin

### Murem
- Murema, Jean Baptiste (* 1982), ruandischer Sitzball- und Sitzvolleyballspieler, Sportfunktionär und Jurist

### Muren
- Muren, Dennis (* 1946), US-amerikanischer Specialeffects-Veteran des amerikanischen Kinos
- Müren, Zeki (1931–1996), türkischer Sänger und KomponistZeki Müren (1931–1996)

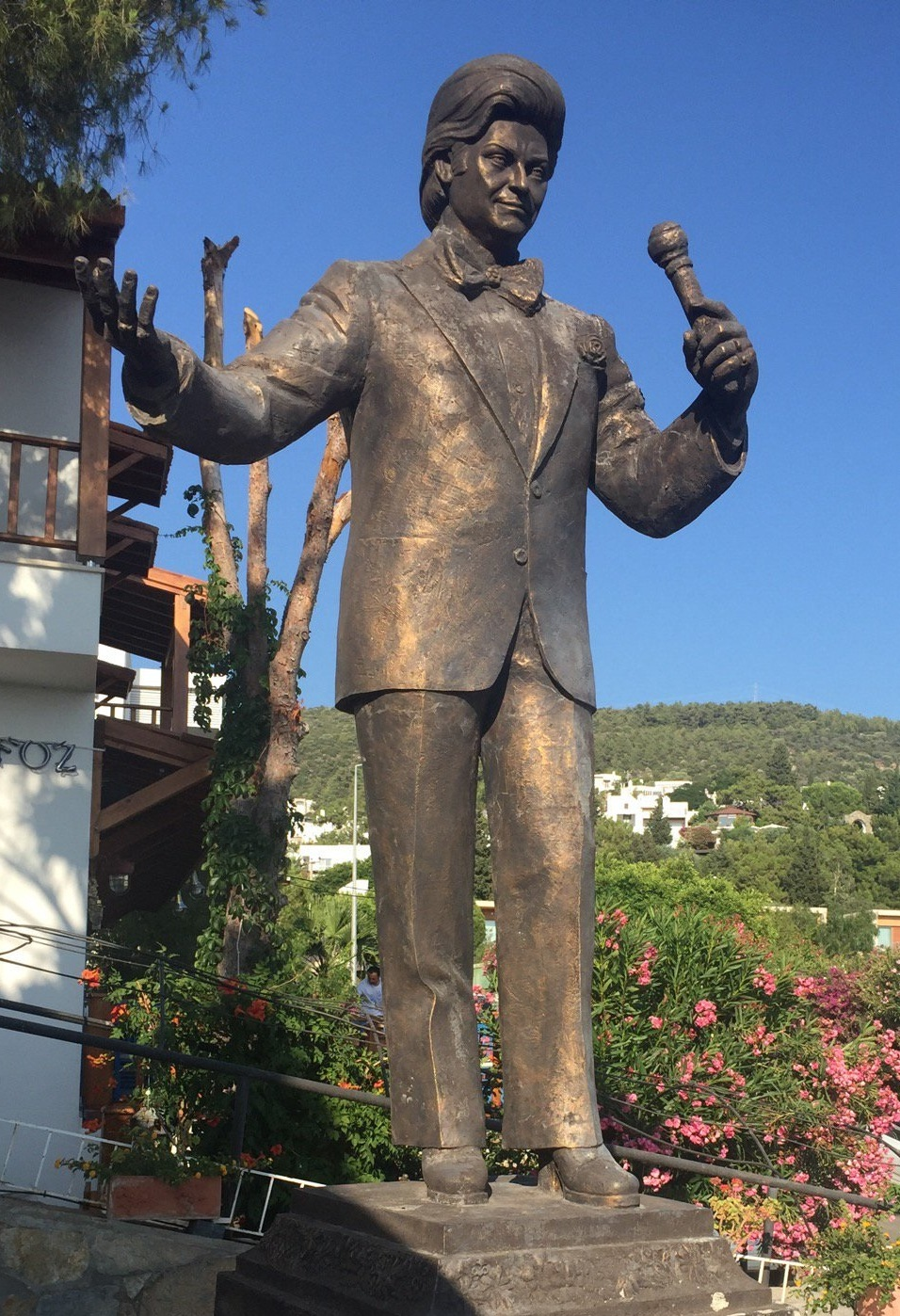
Zeki Müren (1931–1996)

- Murena, Carlo (1713–1764), italienischer Architekt
- Murena, Daniel (* 1979), deutscher Rockmusiker und Film-/Theaterkomponist
- Murena, Héctor (1923–1975), argentinischer Schriftsteller
- Muréna, Tony (1915–1971), italienisch-französischer Akkordeonist

### Murer
- Murer, Bartholomäus († 1472), deutscher Steinmetz und Dombaumeister
- Murer, Christoph (1558–1614), Schweizer Glasmaler und Dichter
- Murer, Cristina, Schweizer Klassische Archäologin
- Murer, Eugène (1841–1906), französischer Konditor, Schriftsteller, Maler und Sammler
- Murer, Fabiana (* 1981), brasilianische Leichtathletin
- Murer, Franz (1877–1962), Schweizer Politiker
- Murer, Franz (1912–1994), österreichischer SS-Offizier
- Murer, Fredi M. (* 1940), Schweizer Filmemacher
- Murer, Gerulf (* 1941), österreichischer Landwirt und Politiker (FPÖ), Abgeordneter zum Nationalrat
- Murer, Heini (* 1944), Schweizer Physiologe
- Murer, Heinrich (1588–1638), Kartäusermönch und Historiker
- Murer, Jacob (1468–1533), Prämonstratenser-AbtJacob Murer (1468–1533)

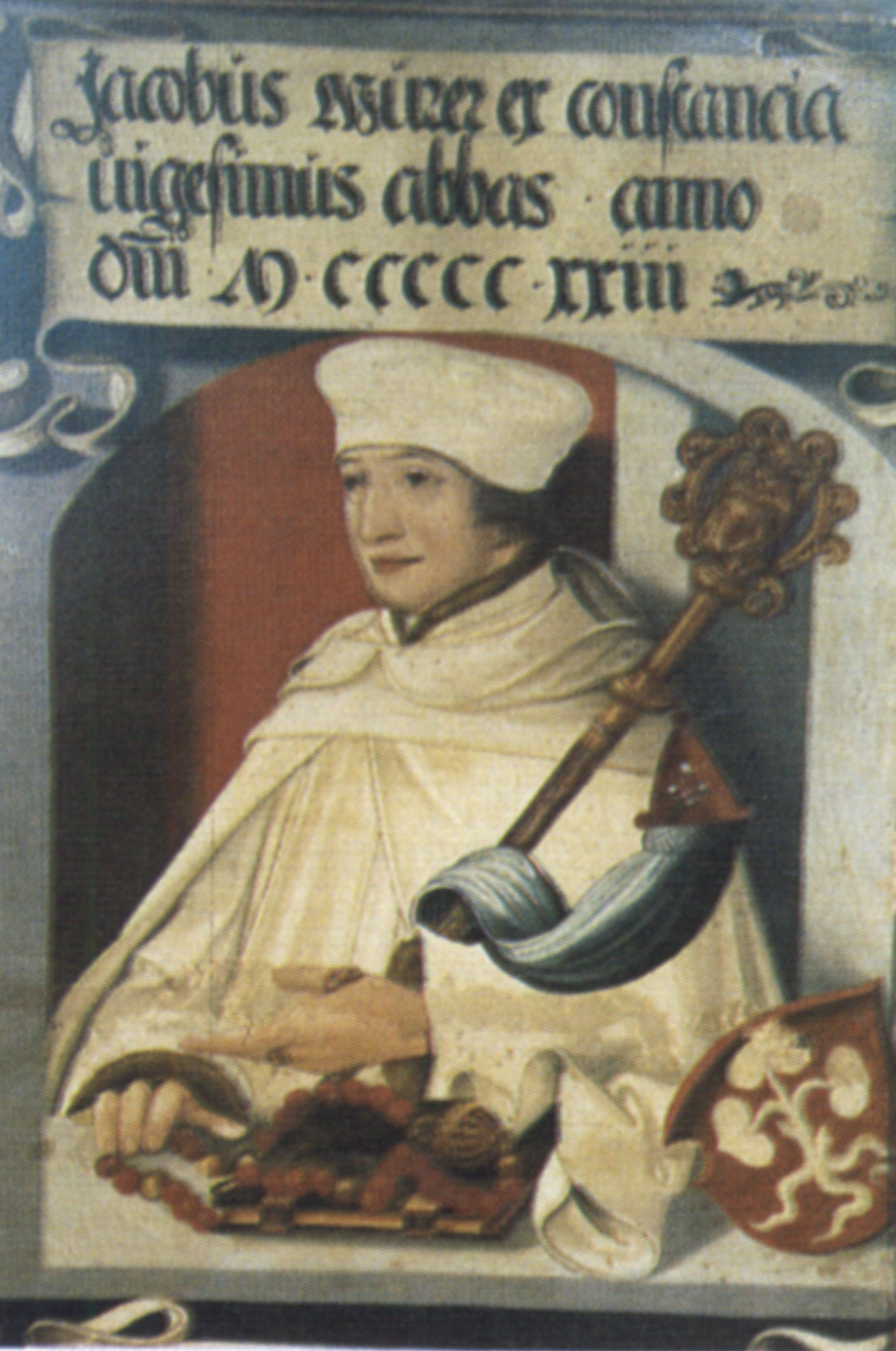
Jacob Murer (1468–1533)

- Murer, Jennifer (* 1996), Schweizer Handballspielerin
- Murer, Johann († 1875), Schweizer Politiker
- Murer, Jos (1530–1580), Zürcher Glasmaler, Kartograf und Dramatiker
- Murer, Leo (1940–1996), österreichischer Sänger und Komponist
- Murer, Leonhard († 1434), deutscher Steinmetz und Dombaumeister
- Murer, Remo (* 1979), Schweizer Gymnast
- Murere, Hatago (* 2000), namibischer Sprinter
- Murero, Hugo (1906–1968), deutscher Basketballtrainer und Sportjournalist

### Mures
- Mureșan, Andrei (* 1985), rumänischer Fußballspieler
- Muresan, Carla (* 1981), deutsche Kamerafrau
- Muresan, Denise (* 1989), US-amerikanische Tennisspielerin
- Mureșan, Felician (1938–2012), rumänischer Fußballspieler
- Mureșan, Gabriel (* 1982), rumänischer Fußballspieler
- Mureșan, Gheorghe (* 1971), rumänischer BasketballspielerGheorghe Mureșan (* 1971)

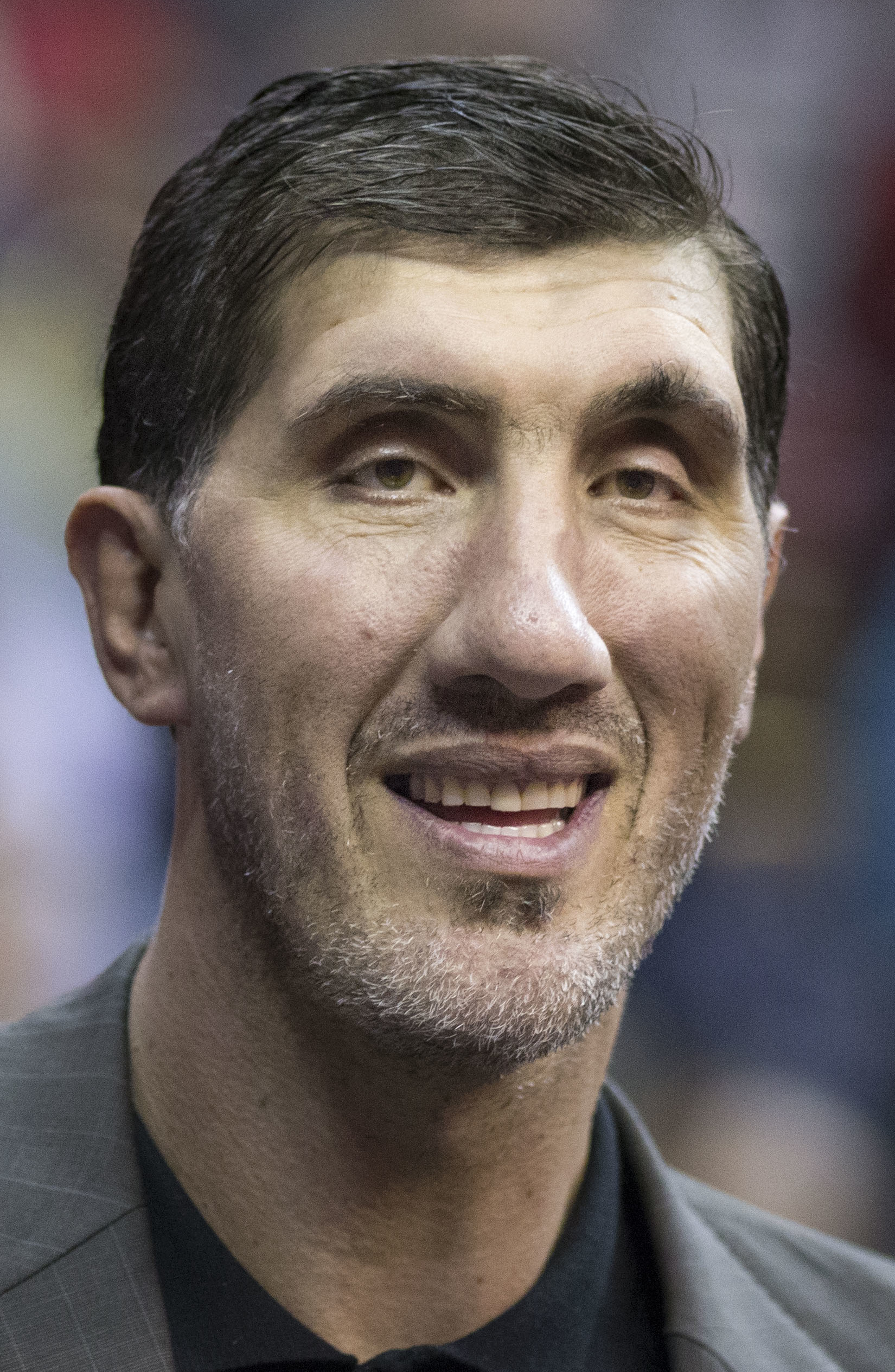
Gheorghe Mureșan (* 1971)

- Mureșan, Ioan (1898–1983), rumänischer Arzt, Begründer der modernen Chirurgie in Timișoara, Rumänien
- Mureșan, Lucia (1938–2010), rumänische Schauspielerin
- Mureșan, Lucian (* 1931), rumänischer Großerzbischof und Oberhaupt der rumänisch-katholischen Kirche
- Mureșan, Siegfried (* 1981), rumänischer Ökonom und Politiker (PNL), MdEP
- Mureșanu, Andrei (1816–1863), rumänischer Poet und Revolutionär

### Muret
- Muret, Eduard (1833–1904), deutscher Lexikograf und Autor
- Muret, Ernest (1861–1940), Schweizer Romanist und Namenforscher
- Muret, Maurice (1870–1954), Schweizer Schriftsteller und Journalist
- Muretus, Marcus Antonius (1526–1585), französischer Humanist

### Murey
- Murey, Jacob (* 1941), israelischer Schachspieler

### Murez
- Murez, Andrea (* 1992), israelische Schwimmerin